# هربست (ایندیانا)
هربست (به انگلیسی: Herbst) یک منطقهٔ مسکونی در ایالات متحده آمریکا است که در شهرستان گرنت، ایندیانا واقع شده‌است. هربست ۳٫۳۸ کیلومتر مربع مساحت و ۱۱۲ نفر جمعیت دارد و ۲۶۰٫۹۱ متر بالاتر از سطح دریا واقع شده‌است.